# Long Live Rock
Long Live Rock è un extended play della band britannica The Who, pubblicato nel Regno Unito nel 1979.

## Storia
Dei tre brani dell'EP, i due degli Who sono registrazioni dal vivo mentre I'm the Face è la stessa versione del singolo del 1964 quando il gruppo si chiamava ancora The High Numbers. Negli USA e in altri Paesi venne pubblicato anche come singolo in due versioni: in una il lato B una conteneva la stessa traccia del lato A, nell'altra il brano My Wife.
Il brano Long Live Rock avrebbe dovuto fare parte dell'album Rock Is Dead—Long Live Rock! ma il progetto non si concretizzò e, registrato nel 1972, rimase inedito fino al 1974 quando venne incluso nella raccolta Odds & Sods; successivamente venne registrata una versione dal vivo che fu inclusa nell'album The Kids Are Alright e pubblicata anche come singolo ed EP nel 1979.

## Tracce
Lato A
1. The Who – Long Live Rock – 3:58 (Pete Townshend)

Lato B
1. The High Numbers – I'm the Face – 2:27 (Peter Meaden)
2. The Who – My Wife – 6:08 (John Entwistle)